# Drosera ericgreenii
Drosera ericgreenii ist eine Pflanzenart aus der Familie der Sonnentaugewächse (Droseraceae). Sie ist heimisch in Südafrika und wurde erst 2008 erstbeschrieben.

## Beschreibung
Drosera ericgreenii ist eine ausdauernde, krautige Pflanze, die höchstens Wuchshöhen von 10 Zentimetern erreicht, in der Regel aber kürzer bleibt. Ältere Teile der Sprossachse sind dicht mit dem alten, welken, herabhängenden Laub bedeckt.
Die rund 7 Millimeter langen und 2 Millimeter breiten Nebenblätter sind dreieckig bis länglich-rund und laufen in fünf bis acht ungleichmäßige, 2 bis 3,5 Millimeter lange papierene Segmente aus, die anfangs weiß, getrocknet jedoch bräunlich sind. Am Ansatz sind sie bis zu einem Millimeter weit mit dem Blattstiel verwachsen. 
Der dicht wollig mit einfachen, weißen, rund 3 Millimeter langen Haaren besetzte Blattstiel ist zu Anfang und Ende der Vegetationsphase 3 bis 5 Millimeter lang und 1,5 bis 3 Millimeter breit, zur Hoch- und Blütezeit erreicht er eine Länge bis zu 25 Millimeter. Die auf der achsabgewandten Oberfläche dicht mit karnivoren Drüsen besetzten Blätter sind zu Beginn der Vegetationsphase breitlich umgekehrt-eiförmig, später zunehmend schmal länglich-rund. Am äußersten Ende des Blattes finden sich randständige Tentakel mit verbreitertem Ansatz und einer vergrößerten Drüsenspitze.
Der am Ansatz gebogene, aufwärtsweisende rötlich überhauchte bis dunkel weinrote Blütenschaft ist bis zu 30 Zentimeter lang. Sein unteres Drittel ist mit einer im Alter hinfälligen, dichten, weißen Behaarung versehen, die beiden oberen Drittel sind mit Drüsen besetzt. Die ebenfalls drüsenbesetzten, fadenförmigen Tragblätter sind 2 bis 3 Millimeter lang und 0,2 bis 0,3 Millimeter breit.
Die drüsenbesetzten Blütenstiele sind 5 bis 10 Millimeter lang. Der annähernd glockenförmige Kelch ist rund 5 Millimeter lang, die fünf eiförmigen, zur Spitze hin zulaufenden Kelchblätter sind rund 4 Millimeter lang und 2 Millimeter breit, achsabgewandt sind sie mit kurzen Drüsenhaaren besetzt. Die fünf keilförmigen, am Rand abgerundeten, rosafarbenen Kronblätter sind rund 10 Millimeter lang und 5 Millimeter breit. Die fünf Staubblätter sind rund 2 Millimeter lang, die Staubfäden verbreitern sich zum äußersten Ende hin. Staubbeutel und Pollen sind gelb. Die drei Griffel sind 3 bis 4 Millimeter lang und annähernd vom Ansatz an verästelt, gelegentlich zweigeteilt. Die Narben sind verdickt gelappt oder geteilt.
Der annähernd runde Fruchtknoten misst rund 2 Millimeter im Durchmesser, die eiförmige Kapsel 20 bis 30 Millimeter. Die Samen sind spindelförmig.

## Ökologie
Während des Hochsommers überdauert Drosera ericgreenii Trockenzeiten in Gestalt einer kleinen Knospe knapp über dem Boden. Erst mit Einsetzen der Regenzeit beginnt sie erneut zu wachsen und setzt auch Blüten an. Die Blütezeit – soweit bekannt – liegt im November.

## Verbreitung und Standort
Drosera ericgreenii ist endemisch in einem kleinen Areal nahe Franschhoek in Höhenlagen zwischen 600 und 850 Meter in der westlichen Kapregion Südafrikas. Die Pflanzen gedeihen dort auf Geröllhängen mit sandigen Böden in Süd- bis Südost-Lage bevorzugt an halbschattigen Standorten zwischen Felsen oder im Unterwuchs strauchiger Pflanzen.
Drosera ericgreenii wächst in einem höchstens 0,5 Meter hohen, heideartigen Fynbos, vergesellschaftet unter anderem mit Elegia filacea, Cannomois-, Anaxeton- und Hypodiscus-Arten, Erica plukenetii, Erica longiaristata, Erica mammosa, Brunia albiflora, Protea acaulis, Protea speciosa, Leucadendron salignum, Drosera cistiflora, Gazania pectinata, Diastella divaricata subsp. montana und Aristea racemosa, sowie Gladiolen, Sauerklee und Ixia.

## Systematik
Drosera ericgreenii wurde 2008 von Andreas Fleischmann, Robert Gibson und Fernando Rivadavia anhand eines Holotyps erstbeschrieben, der bereits im Oktober 1913 gesammelt und bisher als Drosera hilaris bestimmt worden war. Das Art-Epitheton ehrt Eric Green für seine Beiträge zur Kenntnis der Karnivoren der westlichen Kapregion.
Wie die sehr ähnliche Drosera hilaris wird Drosera ericgreenii in die Sektion Drosera der gleichnamigen Untergattung gestellt.